# Rzędowice (gromada w powiecie lublinieckim)
Rzędowice – dawna gromada, czyli najmniejsza jednostka podziału terytorialnego Polskiej Rzeczypospolitej Ludowej w latach 1954–1972.
Gromady, z gromadzkimi radami narodowymi (GRN) jako organami władzy najniższego stopnia na wsi, funkcjonowały od reformy reorganizującej administrację wiejską przeprowadzonej jesienią 1954 do momentu ich zniesienia z dniem 1 stycznia 1973, tym samym wypierając organizację gminną w latach 1954–1972.
Gromadę Rzędowice z siedzibą GRN w Rzędowicach utworzono – jako jedną z 8759 gromad na obszarze Polski – w powiecie lublinieckim w woj. stalinogrodzkim, na mocy uchwały nr 20/54 WRN w Stalinogrodzie z dnia 5 października 1954. W skład jednostki weszły z powiatu lublinieckiego:
- ze zniesionej gminy Sieraków:
  - obszar dotychczasowej gromady[6] Klekotna (z wyłączeniem osady Przywary).
- ze zniesionej gminy Szemrowice:
  - obszar dotychczasowej gromady Rzędowice;
  - część obszaru dotychczasowej gromady Szemrowice (karty 8, 9 i 18 oraz niektóre parcele z karty 7 obrębu Państwo Dobrodzień);
  - część obszaru dotychczasowej gromady Warłów (niektóre parcele z kart 6 i 8 obrębu Państwo Dobrodzień oraz z karty 2 obrębu Rzędowice).
- ze zniesionej gminy Łagiewniki Małe:
  - część obszaru dotychczasowej gromady Zwóz (niektóre parcele z kart 10, 11 i 14 obrębu Państwo Dobrodzień).

Dla gromady ustalono 13 członków gromadzkiej rady narodowej.
20 grudnia 1956 województwo stalinogrodzkie przemianowano (z powrotem) na katowickie.
31 grudnia 1961 gromadę zniesiono, a jej obszar włączono do gromad Szemrowice (wieś Rzędowice) i Sieraków (wieś Klekotna i osada Rędzina) w tymże powiecie.